# حاييم إرنست فيرتهايمر
حاييم إرنست فيرتهايمر (بالعبرية: חיים ארנסט ורטהיימר) (24 أغسطس 1893 – 23 مارس 1978) عالم إسرائيلي في الكيمياء الحيوية.
حصل على جائزة إسرائيل في الطب في عام 1956.

## حياته
ولد في بول في جنوب غرب ألمانيا، ودرس في مسقط رأسه وفي بادن بادن.
وبدأ دراسة الطب في عام 1912 في برلين وبون وكييل. وبين عامي 1914 و1918 خدم في الجيش الألماني في فلاندرز وإيطاليا، وحصل بسبب خدمته العسكرية على وسام الصليب الحديدي من الفئة الثانية. وفي عام 1919 و1920 واصل دراسته الطبية في جامعة هايدلبرغ، وأنهاها هناك.
وفي عامي 1920 و1921 عمل طبيبا في دار أيتام في مدينة برلين. ثم تم تعيينه في معهد علم وظائف الأعضاء بجامعة هاله. ورقي في عام 1927 إلى درجة أستاذ مساعد.
وعندما وصل النازيون إلى السلطة في ألمانيا، تم فصله بموجب قانون لإعادة تأهيل الخدمة المدنية والمهنية. وتلقى عدة عروض للعمل في الخارج منها في مختبر الكيمياء الحيوية في موسكو، وفي قسم علم وظائف الأعضاء في جامعة سن يت سان في الصين، وتلقى عرضا للعمل  في مركز هداسا الطبي وفي الجامعة العبرية في القدس. وعلى الرغم من حالة عدم اليقين التي صاحبت العرض الأخير، إلا أنه قرر قبول ذلك العمل والهجرة إلى فلسطين تحت الانتداب البريطاني في عام 1934.
استمر في عمله في مركز هداسا الطبي والجامعة العبرية حتى عام 1963، كأستاذ في علم الأمراض الفسيولوجية ورئيس قسم الصيدلة من عام 1942 إلى 1950، ورئيس قسم الكيمياء الحيوية من عام 1953 إلى عام 1963.
وبسبب عمله رئيسا لمدة خمسين عاما في مركز هداسا الطبي، سمي باسم أبو مجال علم الأيض (التمثيل الغذائي). 
تناول بحثه المشترك مع تلميذه بنيامين شابيرا في الأربعينات، دور الدهون في البشرو النباتات، وتوصلا إلى تحديد دور الخلايا الشحمية كمصدر لتطور الدهون.

## جوائز
- حصل على جائزة إسرائيل في الطب في عام 1956.[6]
- حصل على جائزة سولومون بوبليك من الجامعة العبرية في القدس في عام 1964.